# Спрінг-Галлі – Валлумбілла
Спрінг-Галлі — Валлумбілла — газопровід у австралійському штаті Квінсленд.
У 2000-х роках почалась активна розробка метану вугільних пластів басейну Сурат з подачею додаткового ресурсу до газового хабу у Валлумбілла, звідки він, зокрема, міг потрапляти до трубопроводів Валлумбілла – Гладстон – Рокгемптон, Валлумбілла — Мумба та Валлумбілла – Брисбен. Зокрема, проклали трубопровід довжиною 87 кілометрів та діаметром 300 мм від установки підготовки Спрінг-Галлі, що почала роботу в 2005-му. Пропускна здатність газопроводу становить 3,8 млн м3 газу на добу.
У 2015-му на східному узбережжі континенту почав роботу завод зі зрідження газу Австралія-Пасіфік ЗПГ, який живиться метаном басейну Сурат через трубопровід Талінга/Спрінг-Галлі –  Вандоан – Кертіс-Айленд. Як наслідок, ділянка Спрінг-Галлі — Валлумбілла стала бідирекціональною з можливістю перекачування ресурсу до Спрінг-Галлі. При цьому хаб у Валлумбілла надає можливість отримувати ресурс з трубопроводу Валлумбілла — Мумба (перетворений на бідирекціональний по всій довжині у 2014-му) і сполучений з підземними сховищами газу Рома, Сілвер-Спрінгс та Ньюстед (крім того, до Валлумбілла можлива подача газу по трубопроводах Ферв'ю – Валлумбілла, Віндібрі – Валлумбілла, Талінга – Валлумбілла, Ріді-Крі – Валлумбілла, втім, всі їх вихідні установки підготовки наразі безпосередньо під'єднані до потужних трубопровідних систем, що ведуть на острів Кертіс-Айленд).